# Distretto di Varanasi
Il distretto di Varanasi è un distretto del territorio federato di Delhi, in India, di 3 147 927 abitanti. È situato nella divisione di Varanasi e il suo capoluogo è Varanasi.